# Torneig d'escacs Al Ain Classic
El Torneig d'escacs Al Ain Classic és un torneig d'escacs obert que té lloc a la ciutat d'Al-Ain, als Emirats Àrabs. El torneig és pel sistema suís a nou rondes amb el ritme de joc de 90 minuts per les primeres 40 jugades més 30 minuts per a la resta de la partida més 30 segon per jugador i jugada des de l'inici de la partida, avaluable per Elo FIDE. L'edició del 2015 es repartiren 57.000 dòlars en premis dels quals 13.000 dòlars eren pel campió del torneig. L'edició del 2013 va coincidir amb el Campionat del món d'escacs de la joventut.

## Quadre d'honor
| # | Any     | Campió          | subcampió              | tercer            |
| - | ------- | --------------- | ---------------------- | ----------------- |
| 1 | 2012[4] | Romain Édouard  | Maxime Vachier-Lagrave | Tigran Kotanjian  |
| 2 | 2013[5] | Abhijeet Gupta  | Vasif Durarbayli       | Martin Kravitsiv  |
| 3 | 2014[6] | Gaioz Nigalidze | Tigran L. Petrossian   | Vladimir Onischuk |
| 4 | 2015[7] | Wang Hao        | Aleksei Xírov          | Arman Paixikian   |